# Emesis satema
Emesis satema is een vlindersoort uit de familie van de prachtvlinders (Riodinidae), onderfamilie Riodininae.
Emesis satema werd in 1902 beschreven door Schaus.